# Sphenorhina normandiae
Sphenorhina normandiae är en insektsart som beskrevs av Victor Lallemand 1924. Sphenorhina normandiae ingår i släktet Sphenorhina och familjen spottstritar. Inga underarter finns listade i Catalogue of Life.